# Plexippus auberti
Plexippus auberti är en spindelart som beskrevs av Roger de Lessert 1925. Plexippus auberti ingår i släktet Plexippus och familjen hoppspindlar. Inga underarter finns listade i Catalogue of Life.